# Le Fœil
Le Fœil is een gemeente in het Franse departement Côtes-d'Armor (regio Bretagne). De plaats maakt deel uit van het arrondissement Saint-Brieuc. Le Fœil telde op 1 januari 2022 1.382 inwoners.

## Geografie
De oppervlakte van Le Fœil bedroeg op 1 januari 2022 20,54 vierkante kilometer; de bevolkingsdichtheid was toen 67,3 inwoners per km².
De onderstaande kaart toont de ligging van Le Fœil met de belangrijkste infrastructuur en aangrenzende gemeenten.

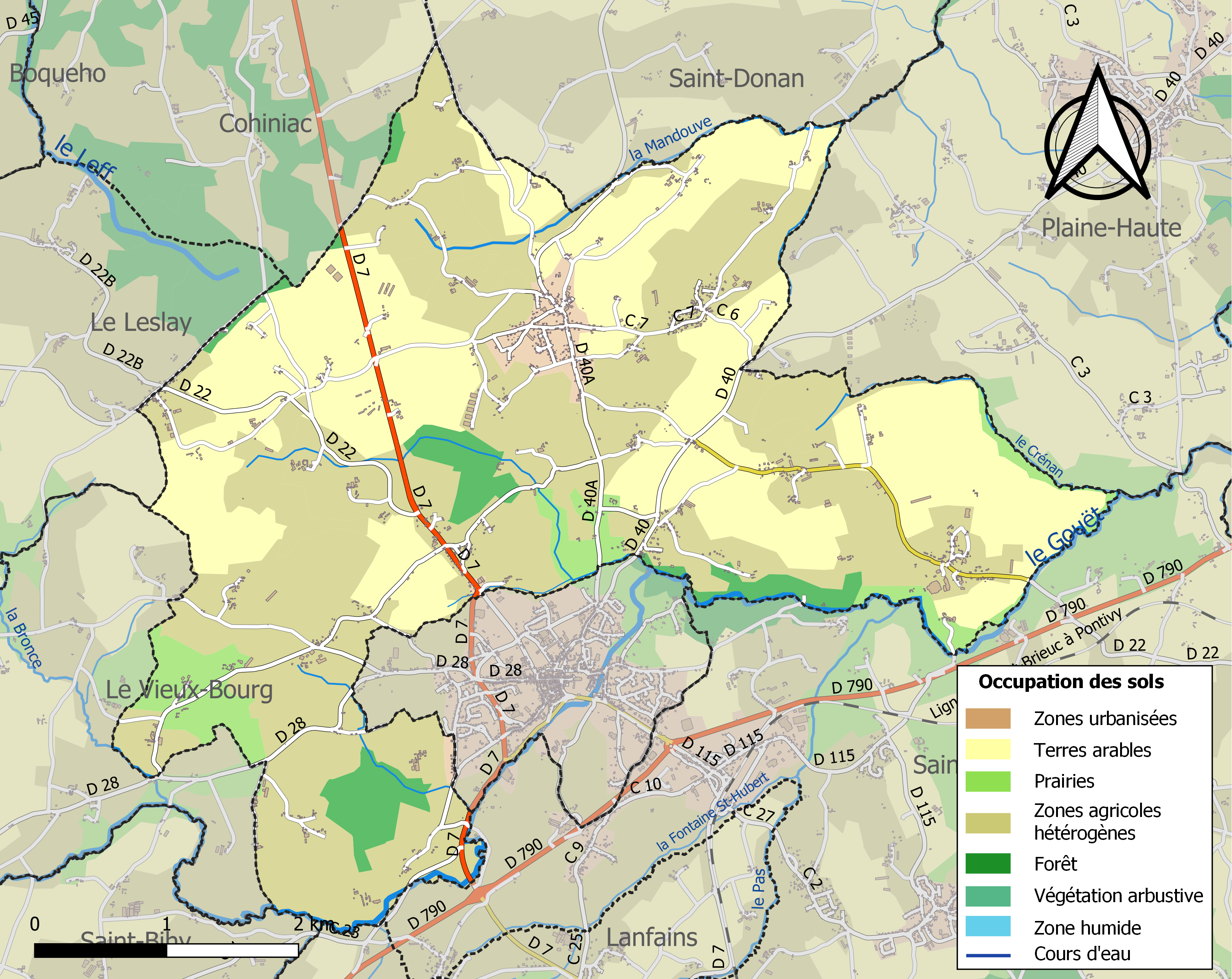

## Demografie
Onderstaande figuur toont het verloop van het inwonertal (bron: INSEE-tellingen).